# Baronia d'Altafulla
La baronia d'Altafulla fou una jurisdicció senyorial concedida el segle XIV que primer va pertànyer als Requesens i als Castellet i després al llinatge dels Santcliment, cognomenats Corbera-Santcliment, que van vendre la baronia als Montserrat el 1672.
Aquesta jurisdicció senyorial havia estat propietat de la corona catalano-aragonesa i senyorejada pels comtes de Barcelona des del segle xii.
La baronia, feu dels comtes i comtes-reis d'ençà el segle xiv, passà al començament del segle xiv, per alienació feta per la corona, a mans de la família Requesens (el 1358 Berenguer de Requesens apareix com a senyor d'Altafulla i La Nou), la qual la posseí fins al 28 de desembre de 1472, que Lluís de Requesens i de Cardona la vengué, conjuntament amb la Nou de Gaià, al seu cosí Pere de Castellet i de Requesens; Els Castellet van mantenir la baronia només per a unes poques dècades, de fet, després del matrimoni, el 1538, de Violant de Castellet - filla de Pere - amb Riambau de Corbera-Santcliment, el senyoriu d'Altafulla i La Nou va passar als Corbera-Santcliment, que van vendre la baronia, en una data que cal situar entre el 1669 i el 1673, el reusenc Francesc de Montserrat i Vives, primer marquès de Tamarit. Els Montserrat, i els seus descendents els Suelves, retingueren la jurisdicció altafullenca fins a l'extinció de les senyories.
L'any 1515, la baronia d'Altafulla - que llavors incloïa dos pobles de la comarca del Tarragonès: Altafulla i La Nou de Gaià - comprenia 44 famílies, que el 1553 havien augmentat a 53, repartides així: 
- 44 a la parròquia d'Altafulla
- 9 a la parròquia de La Nou

L'augment de població de la baronia fou molt lent, puix que el 1787 aquest tenia només 1591 habitants.